# Ormelili
Ormelili ist ein Verwaltungsbezirk (Ward) des Distrikts Siha in der tansanischen Region Kilimandscharo.

## Geografie
Ormelili liegt im Nordosten von Tansania. Es ist der südlichste Bezirk des Distrikts Siha, seine südliche Grenze bildet die Nationalstraße T2 zwischen Arusha und Moshi. Das Gebiet ist flach und liegt in rund 1000 Meter Seehöhe.
Der Bezirk grenzt im Norden an Olkolili, im Osten an Donyomurwak, im Süden an den Bezirk KIA des Distrikts Hai und im Westen an Malula des Distrikts Meru. Bei der Volkszählung 2022 lebten 7174 Menschen in 1768 Haushalten auf einer Fläche von 20,6 Quadratkilometern.

## Gliederung
Der Bezirk besteht aus zwei Gemeinden (Mtaa) mit sechs Orten (Kitongoji):
| Ormelili - Matangini - Ormelili - Mfumuni | Sinai - Darajani - Kiruswa - Sinai |

## Wirtschaft und Infrastruktur
- Bildung: Die Orkolili Secondary School ist die einzige weiterführende Schule des Bezirks.[8] Sie ist eine Privatschule mit einer Ausbildung bis zur 4. Stufe. Sie bietet auch die Unterbringung in einem Internat an.[9]
- Gesundheit: In der Gemeinde Sinai gibt es eine staatliche Apotheke.[10]